# Исторический музей (Казанлык)
Исторический музей «Искра» (болг. Историческият музей) — музей, который был основан в 1901 году в городе Казанлык. Представляет собой один из самых первых краеведческих музеев, основанных на территории Болгарии. В музее хранится свыше 50 тысяч экспонатов.

## История
В болгарском городе Казанлык в 1901 году был основан один из самых первых в стране краеведческих музеев. Фонды музея насчитывают около 50 000 экспонатов, связанных с материальной сферой и духовной культурой Казанлыка. Экспонаты музея хранятся в нескольких разделах: «Возрождение», «Археология», «Новая история», «Новейшая история», «Этнография».
В музее содержится огромное количество экспонатов, которые касаются Фракии, есть также экспонаты, которые имеют отношение к Долине фракийских владетелей. Здесь представлены каменные и костяные орудия труда, есть бусы, браслеты, перстни. Встречаются подвески, которые были изготовлены в VI—IV веках до н. э. Есть керамические сосуды. В историческом музее «Искра» можно узнать больше о фракийских захоронениях. Здесь хранится Казанлыкская фракийская гробница. Ее открыли 19 апреля 1944 года в городе Севтополис.

Музей Розы - одна из составляющих музея Искры

Помимо гробницы, есть разные предметы, которые были найдены в курганах, расположенных вблизи от города Казанлыка. Это и Мыглижская гробница и Голямата Косматка.
В музее хранятся экспонаты, датированные римской эпохой. Есть также средневековые экспонаты, обнаруженные в некрополе поблизости от села Крын, Казанлыкского края.
Представлены экспонаты, которые относятся к периоду Болгарского возрождения. Они отражают то, каким был быт в XVIII—XIX веках. Сохранились украшения и одежда местных жителей в разных периоды.
В одном из разделов музея для посетителей выставлено все, что относится к войнам XX века. Здесь есть медали, ордена, фотографии, документы. Сохранилась партитура первой болгарской оперы «Сирота». Премьера этого произведения композитора Эммануила Манолова состоялась в Казанлыке в 1900 году. Есть партитуры композитора Петко Стайнова, умершего в 1977 году.
Раздел «Новейшая история» содержит все, что касается участия 23 пехотного Шипкинского полка во Второй мировой войне в составе Красной армии. Среди экспонатов есть фотографии, сделанные во время строительства водохранилища Копринка.
В еще одном зале хранятся золотые, серебряные и бронзовые изделия, которые были найдены в фракийских храмах-гробницах. Это и золотой венок фракийского царя Севта, жившего в IV веке до нашей эры, и наколенники, шлем. Представлена золотая и серебряная амуниция для лошади. Есть коллекция монет.
В музее есть мультимедийный зал, в котором проходит демонстрация фильмов, которые касаются археологических раскопок и открытий. Есть сувенирный магазин. Можно стать участником экскурсии. Фотосъемка и видеосъемка в музее возможна, но она платная.
Одной из составляющих музея "Искра" является Музей Розы. Еще одна составляющая музея - этнографический комплекс "Кулата", который был основан в 1976 году. В нем отображены городской и деревенский образы жизни. Дом Петко Стайкнов - также относится к историческому музею "Искра". Этот музей официально появился 1 июня 2002 года и содержит постоянную экспозицию "Петко Стайнов", в которую включены кабинет, музыкальный салон, электронный архив с разными документами. В этой же части музея расположено первое пианино композитора.
Музей работает ежедневно с 9:00 утра до 17:30 вечера.